# Heinkel He 52
L'Heinkel He 52 era un caccia monomotore biplano realizzato dall'azienda tedesca Ernst Heinkel Flugzeugwerke negli anni trenta.
Sviluppo per l'alta quota del precedente Heinkel He 51 venne realizzato soltanto in un prototipo non avviato alla produzione in serie.

## Storia del progetto
Alla metà degli anni trenta, nell'ambito della ricostituzione della forza aerea tedesca, il Reichsluftfahrtministerium (RLM), il ministero che nell'epoca della Germania hitleriana supervisionava l'intera aviazione tedesca, emise una specifica per la fornitura di un nuovo modello di caccia d'alta quota da fornire agli Jagdgeschwader (JG), i reparti da caccia Luftwaffe.
Per rispondere alla richiesta Ernst Heinkel affidò il progetto ai fratelli Walter e Siegfried Günter, già autori dell'He 51, i quali disegnarono un suo sviluppo. Designato inizialmente He 51 D, ne fu realizzato un prototipo ma, sopo essere stato sottoposto alla valutazione, il suo sviluppo venne interrotto in quanto l'RLM espresse l'intenzione di dotare i reparti da caccia di velivoli dalla più moderna configurazione alare monoplana.

## Utilizzatori
Germania
- Luftwaffe

acquisito solo per valutazioni.